# Danish Aviation Systems
Danish Aviation Systems danska je tvrtka koja proizvodi bespilotne letjelice, optičke prozivode i dijelove za zrakoplove. Osnovala je 2009. skupina mladih danskih inženjera. Sjedište tvrtke nalazi se u gradu Rosklideu, blizu Kopenhagena.
Od bespilotnih letjelica, tvrtka najviše proizvodi dronove, koji se koriste u poljoprivredi za nadzor zemljišta, u arhitekturi za izradu nacrta i planova te u znanstvene svrhe, za proučavanja u biologiji, zemljopisu i geofizici.  Tako je u srpnju 2014. tvrtka nekoliko svojih dronova poslala u istraživanje Sjevernog Atalntika radi praćenja količine snijega i leda te selidbe različitih vrsta ptica i kitova.
Od ostalih proizvoda, tvrtka razvija kamere s malim frekvencijama elektromagnetskog zračenja (infrakamere), optičke senzore, optička vlakna, RGB kamere i električne uređaje s visokom razlučivosti i HD prijenosom uživo (ponajprije razvoj, ali ne i proizvodnja televizora).
Tvrtka na znanstvenom području usko surađuje s danskim obrazovnim institucijama i sveučilištima. Većinu zaposlenika čine mladi, diplomirani inženjeri.
Njezine proizvode otkupljuju brojne velike tvrtke poput Siemensa, Fraunhoffera, COWI-ija i sl. Ostatak proizvoda se izvozi u Europu, SAD i Aziju, ponajviše Kinu, Južnu Koreju i Japan, gdje su glavna konkurencija Sony-iju, Panasonicu i drugim velikim proizvođačima.

## Vanjske poveznice
- Službene stranice tvrtke  Arhivirana inačica izvorne stranice od 20. prosinca 2016. (Wayback Machine) (engl.)